# Belalcázar (Caldas)
Pour les articles homonymes, voir Belalcázar.
Belalcázar est une municipalité située dans le département de Caldas, en Colombie.